# Народжений перемагати
«Народжений перемагати» (англ. Born to Win) — чорна комедія, кримінальна драма 1971 року режисера Айвена Пассера з Джорджем Сігалом, Карен Блек, Полою Прентіс, Гектором Елізондо, Джеєм Флетчером і Робертом Де Ніро. Місце знімання проходило на Таймс-сквер на Манхеттені.

## Сюжет
У фільмі розповідається про Джея (Джордж Сігал), колишнього перукаря, який розлучився зі своєю дружиною (Пола Прентіс), а з того часу став безцільним наркоманом, який часто відвідує Таймс-сквер. Він живе своїм новим життям, час від часу укладаючи угоди з Вівіан (Гектор Елізондо), успішним і страхаючим торговцем наркотиками. Джей думає, що його життя пов'язане з любов'ю та миром, але він разом зі своїм другом і наркоманом Біллі Дайнамітом (Джей Флетчер) намагаються вкрасти сейф за спиною касира. Однак, як і в багатьох нещасних пригодах Джея, вони зазнають невдачі і хаотично тікають з місця події.